# Eugenia longiracemosa
Eugenia longiracemosa är en myrtenväxtart som beskrevs av Hjalmar Frederik Christian Kiaerskov. Eugenia longiracemosa ingår i släktet Eugenia och familjen myrtenväxter. Inga underarter finns listade i Catalogue of Life.